# Club des Hachichins
Der Club des Hachichins („Klub der Haschischesser“) war eine Gruppe französischer Künstler, die sich in Form von Selbstversuchen unter der Anleitung des Arztes Jacques-Joseph Moreau de Tours mit den psychischen Wirkungen der Droge Haschisch beschäftigte. Zu den häufigen Besuchern dieser Herrenabende gehörten Charles Baudelaire, Théophile Gautier, Alexandre Dumas der Ältere und Gérard de Nerval.

## Geschichte

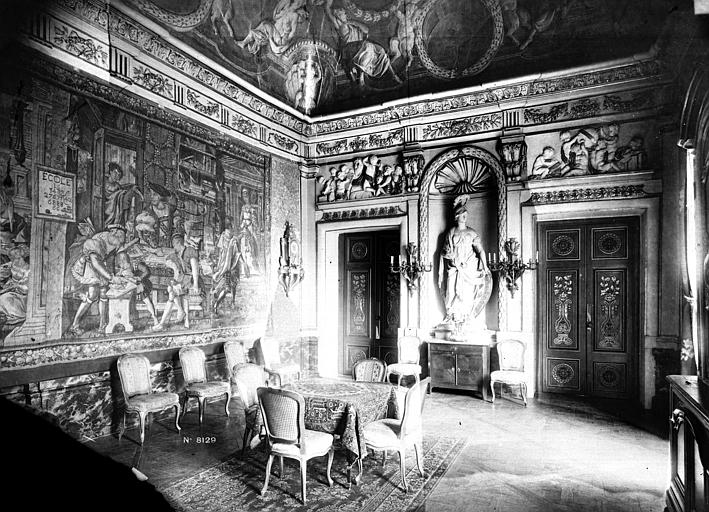
Théophile Gautier: „Ich näherte mich dem erleuchteten Raum des Saales, wo sich mehrere Gestalten um einen Tisch herum bewegten, und sobald das Licht auf mich traf und mich zu erkennen gab, durchdrang ein kräftiges Hurra die sonoren Tiefen des Gebäudes.“ Der Speisesaal in einer Aufnahme aus dem 19. Jahrhundert.

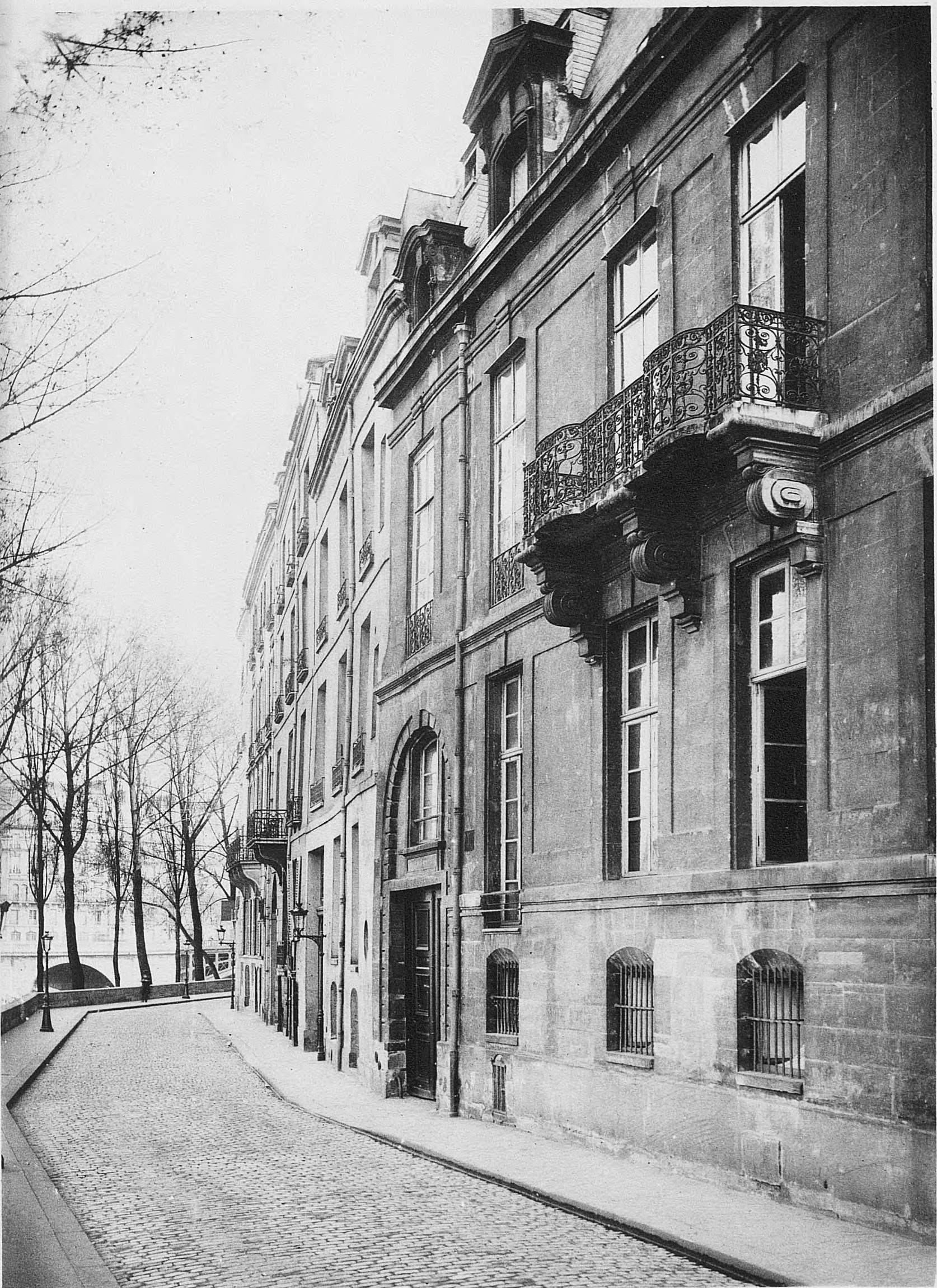
Das Hôtel Pimodan auf der Pariser Flussinsel Île Saint-Louis im April 1898.

Der Arzt Jacques-Joseph Moreau hatte den „Klub“ im Jahr 1844 gegründet, um die Wirkung der Droge Haschisch auf die Psyche zu studieren. Zu den Mitgliedern des Club des Hachichins, den es bis 1849 gab, zählte die zeitgenössische künstlerische und intellektuelle Elite von Paris. Unter der Anleitung von Moreau führten die Mitglieder des Klubs Selbstversuche mit der neuen Droge durch. Zu den Teilnehmern gehörten die Schriftsteller Théophile Gautier, Charles Baudelaire, Alexandre Dumas, Honoré de Balzac, Victor Hugo und Gérard de Nerval, der Maler Eugène Delacroix und der Bildhauer James Pradier sowie weitere Freunde und Bekannte. Der für seine Karikaturen berühmt gewordene Zeichner Honoré Daumier kam nur einmal vorbei, probierte aber alles aus und zeichnete im Ergebnis seine Les fumeurs de hadchids („Haschisch-Raucher“).
Der Schriftsteller Gustave Flaubert hielt sich im Klub der Haschischesser ganz zurück und beschränkte sich auf die Rolle eines Beobachters. Noch Jahre später, im Oktober 1860, schrieb er in einem Brief an Baudelaire: „Ich besitze sogar ausgezeichnetes Haschisch, das der Apotheker Gastinel hergestellt hat. Aber es macht mir Angst, was ich an mir tadele.“
Die monatlichen Treffen (séances) fanden in der geräumigen Wohnung des Malers Fernand Boissard im Hôtel de Pimodan statt. Boissard hatte ein beachtliches Vermögen geerbt und konnte darum diese Räumlichkeiten am Quai d’Anjou No. 17 mieten. Das Hôtel Pimodan war ein prächtiges, aber heruntergewohntes Stadtpalais auf der Seine-Insel Île Saint-Louis mitten in Paris. In dem Palais wohnten zeitweise auch die mit Boissard befreundeten Dichter Gautier und Baudelaire. Eine Einladungskarte von Boissard an Gautier ist erhalten geblieben:

„Lieber Théophile, am kommenden Montag, dem 3. November, wird bei mir unter der Aufsicht von Moreau und (Louis) Aubert-Roche Haschisch genommen. Komm zwischen 17 und 18 Uhr. Du wirst Anteil an einem leichten Abendessen haben und kannst Halluzination erwarten.“

Die Zeit des Clubs endete, als das Palais 1849 renoviert wurde und der Vermieter, ein Baron, den Bewohnern kündigte. Das denkmalgeschützte Haus heißt heute Hôtel de Lauzun, gehört seit 1928 der Stadt Paris und wird für offizielle Empfänge genutzt.
Das Haschisch wurde als eine Art Konfitüre oder Konfekt, das unter dem Namen Dawamesk bekannt ist, verabreicht. Bei Dawamesk handelt es sich um eine Mischung aus cannabishaltiger Butter, Zimt, Nelken, Muskatnuss, Pistazien, Zucker, Orangensaft und Kardamom.

## Rezeption
In seinem literarisch übersteigerten Essay Le Club des Hachichins schildert Théophile Gautier den Ablauf eines Abends mit Dawamesk: „Einer Kristallvase entnahm er eine Paste oder grünliche Marmelade und tat jeweils einen daumengroßen Klecks neben den Löffel auf jede Untertasse. (…) ‚Das wird Ihnen dereinst von Ihrem Anteil am Paradies abgezogen werden‘, sagte der Doktor, als er mir die Dosis gab, die mir zustand.“ Die würzige Süßigkeit kontrastierte man im Anschluss mit einer Bitternote: „Nachdem jeder sein Quentchen gegessen hatte, servierte man uns Kaffee auf arabische Art, d. h. mit Satz und ohne Zucker. Dann nahmen wir am Tisch Platz…“
Der ebenfalls anwesende Dichter Charles Baudelaire beschrieb die Zusammensetzung der Rauschpaste im Gedicht vom Haschisch: „Der Fettextrakt des Haschisch, wie ihn die Araber bereiten, entsteht, indem man die Spitzen der frischen Blätter in Butter mit ein wenig Wasser kochen lässt (…) wegen seines üblen Geruchs, der mit der Zeit zunimmt, verarbeiten die Araber den Fettextrakt in Konfitüren. Die gebräuchlichste Art dieser Konfitüren, das Dawamesk, ist eine Mischung aus Extrakt, Zucker und verschiedenen Gewürzen, wie Vanille, Zimt, Pistazie und Muskat.“
Baudelaire, der Erfahrungen mit Laudanum hatte und bereits eine Abhängigkeit von Alkohol und Opium entwickelte, äußerte sich jedoch skeptisch bis kritisch über die Droge Haschisch: „Nehmen wir für einen Augenblick an, dass der Haschisch Genie verleiht oder es zum mindesten steigert, so dürfen wir nicht vergessen, dass die Natur des Haschisch den Willen schwächt und so auf der einen Seite das fortnimmt, was er auf der anderen Seite gewährt; das heißt die Einbildungskraft [steigert] ohne die Möglichkeit sie auszunutzen.“
Gérard de Nerval verarbeitete seine Rauscherfahrung in der Geschichte vom Kalif Hakem: „Der Fremde streckte die Hand aus, ergriff die Tasse und begann langsam von der grünen Paste zu kosten. ‚Nun, Gefährte‘, sagte Jussuf, als er diese Unterbrechung im Rausch des Unbekannten gewahrte, ‚was hältst du von dieser ehrenwerten Pistazienkonfitüre? Verdammst du noch immer diese guten Leute hier, die friedlich in einem Raum zusammenkommen, um auf ihre Weise glücklich zu sein?‘“ Nerval, der bereits seit 1841 von Wahnvorstellungen geplagt wurde, arbeitete in dieser Zeit an seinem begonnenen Prosatext Aurélia weiter, der eine Gratwanderung zwischen Traum und Wirklichkeit darstellt, erst posthum veröffentlicht wurde und vor allem die Surrealisten faszinierte.
Alexandre Dumas, der zeitgleich an seinem Fortsetzungsroman Der Graf von Monte Christo arbeitete, baute eine Haschisch-Erfahrung in die Mitte seiner Geschichte ein:
„‚Das ist also Haschisch‘, rief Franz.
‚Das beste und reinste, was es in Alexandria gibt (…) Nehmen Sie Haschisch, mein Gast, nehmen Sie!‘
Statt einer Antwort nahm Franz einen Löffel voll von diesem wunderbaren Teig und führte ihn zum Munde. Nachdem er dieses göttliche Zuckerwerk verschluckt hatte, rief er: ‚Teufel! Ich weiß noch nicht, ob das Resultat so angenehm sein wird, wie Sie sagen, allein schmecken tut es scheußlich.‘“
Auch der Schriftsteller Honoré de Balzac besuchte den Klub der Haschischesser, anfangs jedoch nur als stiller Beobachter. Dazu Baudelaire: „Balzac glaubte wohl, dass es für den Menschen keine größere Schande noch größeres Leid gäbe, als auf die Willenskraft zu verzichten. Ich traf ihn einmal in einer Gesellschaft, in der man über die wunderbaren Wirkungen des Haschisch sprach. Er hörte und fragte mit belustigender Aufmerksamkeit und Lebhaftigkeit. Die Leute, die ihn kennen, erraten, dass er interessiert sein musste. Aber die Idee, entgegen seinem Willen zu denken, stieß ihn heftig ab. Man bot ihm Dawamesk an; er betrachtete es, roch daran und gab es zurück, ohne es zu berühren. Der Kampf zwischen seiner fast kindischen Neugier und seinem Widerwillen gegen den Willensverzicht verriet sich in seinem ausdrucksvollen Gesicht in erstaunlicher Weise.“ Balzac probierte allerdings später ein oder zwei Mal das dargebotene Haschisch.
Der beaufsichtigende Arzt Jacques-Joseph Moreau veröffentlichte 1845 das über 400 Seiten starke Werk De Hachish et de l’Alienation Mentale – Études Psychologiques („Haschisch und Geisteskrankheiten – Psychologische Studien“).

## Teilnehmer
Die Besucher des Klubs gehörten einer Künstler-Generation an, die vom Figaro in den Jahren 1831 und 1832 spöttisch als Jeunes-France („Junges Frankreich“) bezeichnet wurde. Demnach handelt es sich um junge Romantiker, die Maler und Dichter zugleich sein wollten, die klassische Kunst ablehnten, oft berauscht auftraten und ein dandyhaftes Auftreten pflegten: „Der Jeune-France mag also Musik und trinkt viel Punsch und berauscht sich.“ Beinahe alle Teilnehmer waren kurz nach der Jahrhundertwende (1800) geboren, wobei die Schriftsteller Baudelaire und Flaubert (beide * 1821) die jüngsten und der klassizistische Bildhauer James Pradier (* 1790) den ältesten namentlich bekannten Teilnehmer darstellten.
- Jacques-Joseph Moreau (de Tours): Nervenarzt, Initiator und Leiter des Klubs
- Louis-Rémy Aubert-Roche, Arzt
- Théophile Gautier: Mitinitiator, Schriftsteller und Journalist
- Honoré de Balzac: Schriftsteller
- Charles Baudelaire: Dichter und Schriftsteller
- Ferdinand Boissard: Maler der Romantik
- Honoré Daumier: Maler, Bildhauer und Karikaturist
- Eugène Delacroix: Maler und Wegbereiter des Impressionismus
- Alexandre Dumas der Ältere: Schriftsteller und Dramatiker
- Gustave Flaubert: Schriftsteller (passiver Beobachter)
- Arsène Houssaye: Schriftsteller und Kunstkritiker
- Victor Hugo: Schriftsteller, Dramatiker und Politiker
- Ernest Meissonier: Maler und Illustrator
- Gérard de Nerval: Schriftsteller der Romantik
- James Pradier: Bildhauer des Klassizismus

### Primärliteratur
- Jacques-Joseph Moreau (de Tours): Du hachisch et de l’aliénation mentale: études psychologiques. Paris 1845.
- Théophile Gautier: Le Club des Hachichins. In: Revue des Deux Mondes, Paris 1846. Klub der Haschischesser, Reprint in: Wiener Zeitschrift für Suchtforschung, 2/3, 2004.
- Charles Baudelaire: La poème du hachich, Paris 1860. Die künstlichen Paradiese / Die Dichtung vom Haschisch. Zürich 2000, ISBN 3-7175-4002-5.
- Ulf Müller u. Michael Zöllner (Hrsg.): Der Haschisch-Club. Ein literarischer Drogentrip, Tropen Verlag, Köln 2002.

### Sekundärliteratur
- Hans-Georg Behr: Von Hanf ist die Rede. Kultur und Politik einer Pflanze, Sphinx, Basel 1982, ISBN 3-86150-093-0, S. 131–137.